# Parrocchie civili del Merseyside
Questa è una lista delle parrocchie civili del Merseyside, Inghilterra.

## Knowsley
Huyton, Roby e Kirkby non sono coperte da parrocchie.
1. Cronton
2. Halewood
3. Knowsley
4. Prescot (town)
5. Tarbock
6. Whiston (town)

## Liverpool
Liverpool non è coperta da parrocchie.

## Sefton
Bootle, Litherland e Southport e parte di Crosby non sono coperte da parrocchie.
1. Aintree
2. Formby (2004)
3. Hightown (2000)
4. Ince Blundell
5. Little Altcar
6. Lydiate
7. Maghull (town)
8. Melling
9. Sefton
10. Thornton

## St Helens
Haydock, Newton-le-Willows e St Helens non sono coperte da parrocchie.
1. Billinge Chapel End
2. Bold
3. Eccleston
4. Rainford †
5. Rainhill
6. Seneley Green
7. Windle

## Wirral
Bebington, Birkenhead, Hoylake, Wallasey e Wirral non sono coperte da parrocchie.

## Fonti
- Office for National Statistics (ONS) - Liste geografiche, su statistics.gov.uk. URL consultato il 14 gennaio 2009 (archiviato dall'url originale il 5 febbraio 2005).
- Consiglio di Sefton, su sefton.gov.uk. URL consultato il 14 gennaio 2009 (archiviato dall'url originale il 28 settembre 2007).
- Consiglio di Knowsley, su knowsley.gov.uk. URL consultato il 14 gennaio 2009 (archiviato dall'url originale il 15 maggio 2011).